# Illa Rota

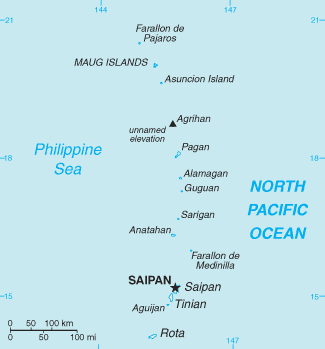
Rota, al sud de les Mariannes del nord.

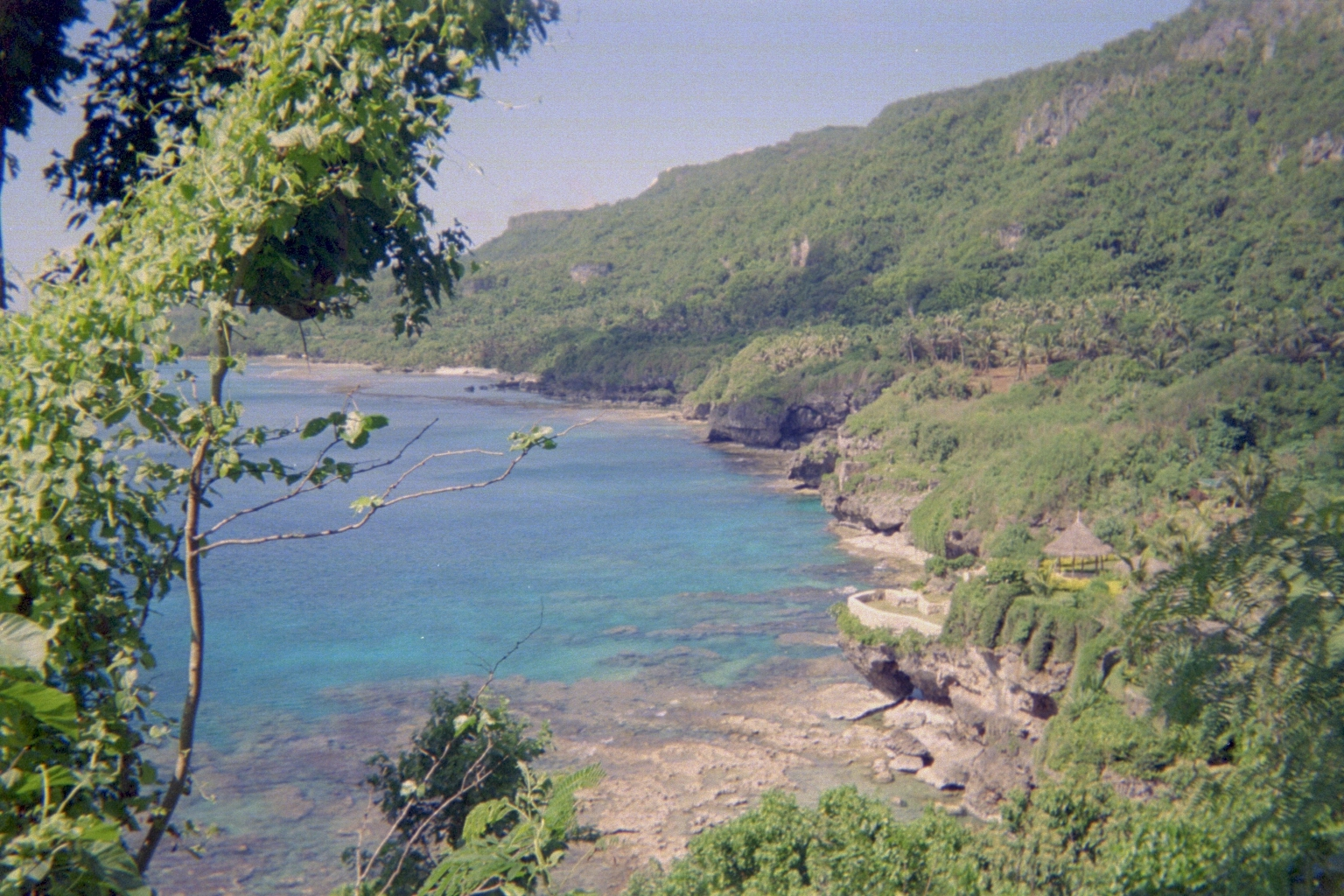
Rota.

Rota (chamorro: Luta), també coneguda com "l'illa pacífica", està situada a l'arxipèlag de les Mariannes. És la més meridional de les illes que formen part de la Comunitat de les illes Mariannes del Nord, al seu torn pertanyent als Estats Units. Està lleugerament al nord-est del territori de Guam.
Songsong és la major població de l'illa, seguida per Sinapalo (Sinapalu). Rota té una flora i fauna diversa. Es conserven les ruïnes de la "Casa Reial" de l'època Espanyola. Són llengües oficials de l'illa l'anglès i el chamorro (mescla d'espanyol, austronesio i japonès). Es professa majoritàriament la Religió Catòlica, encara que aproximadament el 25% de la població és Testimoni de Jehovà.

## Història
El 1521, el primer europeu a albirar l'illa de Rota va ser Lope Navarro, el guaita de la nau Victoria de Fernão de Magalhães. No obstant això, l'armada de Magallanes de tres naus no va arribar a Guam, per la qual cosa el primer europeu a arribar a Rota (el 1524), va ser el navegant espanyol Juan Sebastián Elcano, qui la va annexionar juntament amb la resta de les Illes Marianes a l'imperi espanyol.
L'any 1668 es va atribuir el nom d'Illes Marianes a l'arxipèlag que incloïa Rota, en honor de Maria Anna d'Àustria, esposa del rei espanyol Felip IV.
Venuda a l'Imperi alemany en virtut del Tractat germà-espanyol del 1899, en la Primera Guerra Mundial, les illes van ser ocupades per l'Imperi japonès. El 1919, la Societat de Nacions va reconèixer formalment el control japonès sota el Mandat de les Mars del Sud. No obstant això, el desenvolupament de Rota es va retardar respecte al de les veïnes Tinián i Saipan, amb només 1000 residents japonesos arribant a finals de desembre del 1935, la majoria d'ells empleats en el cultiu de canya de sucre i en el refinat del propi sucre. La refineria no resultava econòmica i es va tancar tres anys després.
Durant les etapes finals de la Segona Guerra Mundial, Rota va ser bombardejada per avions de la Marina dels EE. UU. en un intent de silenciar el seu transmissor de ràdio que advertia a les illes japoneses sobre l'enlairament del bombarder B-29 Superfortress. El 2 de setembre del 1945, una hora després de la rendició del Japó, un destacament de marines estatunidencs va arribar a Rota per a acceptar la rendició de la guarnició japonesa.
Després del final de la Segona Guerra Mundial, Rota va passar a formar part del Territori en Fideïcomís de les Illes del Pacífic. Des del 1978, l'illa ha estat part de la Mancomunitat de les illes Mariannes del Nord.